# アレハンドロ・ホドロフスキー
アレハンドロ・ホドロフスキー・プルジャンスキー（西：Alexandro Jodorowsky Prullansky, 英：Alejandro Jodorowsky Prullansky, 1929年2月17日 - ）は、チリ出身の映画監督、演出家、詩人、俳優、作家、バンド・デシネ作家。タロット占いの専門家でもある。

## 来歴
1929年2月17日、チリのボリビア国境近くの町トコピジャでロシア系ユダヤ人の子として生まれた。12歳の時にサンティアゴへ移住。サンティアゴ大学で心理学と哲学を学んでいたが、マルセル・カルネの『天井桟敷の人々』（1945年）に感銘を受け、パントマイムにのめり込んで大学を中退した。その後は単身パリに渡り、放浪生活を送るようになった。その後、同地で知り合ったマルセル・マルソーとメキシコシティへ渡り、100本以上の芝居を演出した。
1957年、トーマス・マン原作の短編『LA CRAVATE』を製作し、映画監督としてデビュー。同作はジャン・コクトーに絶賛された。その後、1960年代中頃にパリで作家・映画監督のフェルナンド・アラバールと知り合い、1967年に彼の小説を映画化した長編『ファンド・アンド・リス』を発表した。
1970年、代表作となった『エル・トポ』を発表。しかし、初上映の際にコロムビアやユナイトといったメジャー系の配給会社から断られ、音楽プロデューサーのアラン・ダグラスによりエル・ジンというスペイン語圏の映画を扱うミニシアター系の劇場での深夜上映が決定した。翌1971年1月1日に封切られた同作は大ヒットし、ジョン・レノンやアンディ・ウォーホル、ミック・ジャガーなどから絶賛された。現在ではカルト映画の一つとして位置づけられている。1973年の『ホーリー・マウンテン』は同年11月から翌1975年4月まで続くロングランを達成した。
1975年にはSF大作『デューン』の製作に着手。メカデザインにSF画家のクリス・フォス、クリーチャーとキャラクターのデザインと絵コンテにバンド・デシネのカリスマ作家メビウス、特撮担当にダン・オバノン、悪役ハルコンネン男爵の城のデザインにH・R・ギーガーを起用。キャストもハルコンネン役にオーソン・ウェルズ、皇帝役にはサルバドール・ダリ、他にもミック・ジャガーやデビッド・キャラダインなどがキャスティングされた。また、音楽をピンク・フロイドやマグマが製作するなど、各界から一流のメンバーが集められた。しかし、1年間の作業の後、配給元が決まらず、企画は中止された。なお、同小説の映画化としてデイヴィッド・リンチが1984年に『デューン/砂の惑星』を発表した。
その後はメビウスと手を組み主に漫画原作者として活躍。一方で『O嬢の物語』の映画化やジョン・レノンとオノヨーコを主演にした『指輪物語』などを企画したが、いずれも製作には至らなかった。1989年には初めて商業映画を意識して製作した『サンタ・サングレ/聖なる血』を発表した。
2013年、ホドロフスキーの息子で『エル・トポ』にも出演したブロンティス・ホドロフスキーを主演に、23年ぶりの作品となった『リアリティのダンス』を発表した。また、同年には前述の未完成の作品『デューン』の製作を題材としたフランク・パヴィッチによるドキュメンタリー『ホドロフスキーのDUNE』が製作された。さらに2016年には『リアリティのダンス』に続く自伝的作品、『エンドレス・ポエトリー』を発表した。
ホドロフスキーはサイコマジックと呼ぶ心理療法を考案し、これをもとにした映画『ホドロフスキーのサイコマジック』（2019年）を制作した。2020年の日本公開に合わせて、ホドロフスキーはライブストリーミングチャンネルのDOMMUNEに出演し、ライブ配信でサイコマジックを行った。新型コロナウイルスの世界的流行の影響のため、パリのホドロフスキー自宅と東京を配信で結び、視聴者からの悩みに答える形で進められた。

## 監督作品
- LA CRAVATE La cravate （1957年） 短編
- ファンドとリス Fando y Lis （1967年） 兼出演
- エル・トポ El Topo （1969年） 兼脚本・音楽・出演
- ホーリー・マウンテン The Holy Mountain （1973年） 兼脚本・音楽・出演
- Tusk （1980年）
- サンタ・サングレ/聖なる血 Santa Sangre （1989年） 兼脚本
- ホドロフスキーの虹泥棒 The Rainbow Thief　（1990年） [4]
- リアリティのダンス La danza de la realidad　（2013年） 兼原作・脚本・製作・出演
- エンドレス・ポエトリー Poesía Sin Fin　（2016年）兼原作・脚本
- ホドロフスキーのサイコマジック Psychomagie, un art pour guérir （2019年） 兼脚本・出演

## 関連映画
- ホドロフスキーの惑星 LA CONSTELLATION JODOROWSKY (1994年)
- ミッドナイトムービー Midnight Movies: From the Margin to the Mainstream （2005年）
- ホドロフスキーのDUNE Jodorowsky's Dune （2013年）
- ホドロフスキーのサイコマジック・ストーリー Ritual - Una storia psicomagica （2013年）

## 日本語訳された著書

### 単著
- 『リアリティのダンス』（青木健史訳、文遊社、2012年）
- 『アレハンドロ・ホドロフスキー/マスターコレクション』（国書刊行会、2016年）

### 共著
- 『タロットの宇宙』（マリアンヌ・コスタと共著、伊泉龍一監修、黒岩卓訳、国書刊行会、2016年）

### バンド・デシネ原作
- 謎の生命体アンカル (EUROPE BEST COMIC 1) （メビウス (イラスト), 横山研二 (翻訳) 講談社 1986年）
- アンカル（メビウス 画,原正人 訳 小学館集英社プロダクション 2010年 (ShoPro books)）
- メタ・バロンの一族（上下 フアン・ヒメネス 画, 原正人 訳 小学館集英社プロダクション 2012年 (ShoPro Books)）
- 猫の目（メビウス, 原正人 訳 竹書房 2013年）
- 天使の爪（メビウス 画, 原正人 訳 飛鳥新社 2013年）
- アラン・マンジェル氏のスキゾな冒険（メビウス 画,原正人 訳 ユマノイド 2014年）
- テクノプリースト（ゾラン・ジャニエトフ 画,フレッド・ベルトラン 彩色,原正人 訳 ユマノイド 2014年）
- ファイナル・アンカル（ホセ・ラドロン, メビウス 画,原正人 訳 ユマノイド 2015年）
- バウンサー（フランソワ・ブック 画,原正人 訳 ユマノイド 2015年）
- アンカル（メビウス 画,古川晴子 訳、本文デザイン ユマノイド 2015年）
- フアン・ソロ（ジョルジュ・ベス 画,原正人 訳 ユマノイド 2015年）
- カスタカ（ダス・パストラス 画,原正人 訳 ユマノイド 2015年）
- ビフォア・アンカル（ゾラン・ジャニエトフ 画,原正人 訳 ユマノイド 2015年）